# Town and Country (Missouri)
Town and Country – miasto i zarazem przedmieście w Stanach Zjednoczonych, w stanie Missouri, w hrabstwie St. Louis. W 2009 roku liczyło 10 715 mieszkańców.